# Athenaeum (revistă)
Athenaeum a fost fondată pentru prima dată de József Bajza și Mihály Vörösmarty ca revistă literară și social-politică și a apărut între 1837 și 1843. Zsolt Beöthy a redactat o revistă cu același titlu în perioada 1873-1874. O publicație cu același titlu a apărut între anii 1892 și 1947, editată de Societatea Filosofică Maghiară cu subtitlul Philosophiai és államtudomány și redactată de Imre Rudolf Pauer și Bernát Alexander. Revista Athenaeum humántudományi folyóirat a fost publicată în 1991 ca un jurnal cu profil umanist, avându-l ca redactor-șef pe Béla Bacsó.
Revista a fost numită după Athenaeum, celebrul templu antic al zeiței grecești Palas Atena (în latină Athenae).

## Athenaeum (1837–1843)
În legislatura parlamentară 1832–1836 majoritatea propunerilor de reformă elaborate de opoziție au fost respinse, apărând necesitatea unui jurnal politic care să coaguleze aspirațiile politice ale opoziției și tineretului progresist. În 1836 Bajza a obținut sprijinul lui Mihály Vörösmarty și Ferenc Toldy Ferenc și a solicitat licența de editare a unui ziar; probabil că nu ar fi făcut-o în lipsa colaborării celor doi oameni de cultură. Primul număr al revistei a apărut pe 1 ianuarie 1837 și de atunci a fost tipărită de două ori pe săptămână.
Revista a publicat continuu opere literare – numeroase poezii ale lui Vörösmarty au apărut aici. În paginile revistei Athenaeum au debutat poeții Sándor Petőfi (în 1842) și Pál Gyulai.
Apariția ziarului Pesti Hírlap în 1841 a făcut ca numărul abonaților și colaboratorilor revistei Athenauem să scadă continuu. Bajza a anunțat în 1843 încetarea apariției revistei din cauza renașterii naționale maghiare și a apariției ziarului Pesti Hírlap, dar a adăugat: „nimeni nu s-a bucurat de această renaștere... mai onest decât noi”.

## Athenaeum (1873–1874)
Zsolt Beöthy a redactat în perioada 1873-1874 un săptămânal social, politic, literar și de artă cu numele de Athenaeum.